# Vieux presbytère de Deschambault
Le Vieux Presbytère de Deschambault est un presbytère situé au 117 rue Saint-Joseph à Deschambault-Grondines au Québec (Canada). Il s'agit d'une maison de style colonial construite entre 1815 et 1818, dans le but de remplacer un presbytère précédent construit entre 1730 et 1735. Il sera lui-même remplacé par le presbytère actuel, qui loge désormais l'hôtel de ville, en 1872. Le Vieux Presbytère sert ensuite de logement pour les employés de la fabrique. Entre 1914 à 1954, il sert de remise, fournil et grenier à dîmes. Menacé de démolition, le presbytère est restauré en 1955. Il est classé comme immeuble patrimonial en 1957. En 1965, le classement est repris pour y inclure le terrain. Le vieux presbytère bénéficie depuis 1974 d'une aire de protection. 